# Villejuif
Villejuif is een gemeente in het Franse departement Val-de-Marne (regio Île-de-France). De gemeente telde 58.142 inwoners op 1 januari 2022. De plaats maakt deel uit van het arrondissement L'Haÿ-les-Roses.

## Geschiedenis
In de middeleeuwen lagen er twee heerlijkheden op het grondgebied van de huidige gemeente: Villejuif en Monsivry. Beide kwamen waarschijnlijk voort uit landbouwondernemingen uit de Gallo-Romeinse tijd. Al in de 10e eeuw werd Villejuif een parochie. Rond 1250 kreeg Villejuif een nieuwe kerk, de Saint-Cyr et Sainte-Julitte. Aan het einde van de 15e eeuw telde het dorp 60 huishoudens en 300 tot 400 inwoners en werd begonnen met de bouw van een nieuwe kerk.
Tegen het einde van de 17e eeuw telde het dorp al 270 huishoudens. Villejuif was een groot landbouwdorp waar ook handwerklieden gevestigd waren. De economie was voor een deel gebaseerd op de wijnbouw en het dorp groeide dankzij de nabijheid van Parijs en de koninklijke weg naar de hoofdstad die door het dorp liep. In de loop van de 18e eeuw kwamen er ook zand- en gipsgroeven in Villejuif. Toch bleef het aantal inwoners gedurende deze eeuw redelijk stabiel, rond de 1.100.
Tijdens de 19e eeuw groeide de bevolking sterk en de landbouwgronden moesten stilaan plaats maken voor verkavelingen. Villejuif kwam zwaar beschadigd uit de Frans-Duitse Oorlog en het Beleg van Parijs (1870-1871). In de loop van de 20e eeuw zette de verstedelijking zich verder. Om de woningcrisis na de Tweede Wereldoorlog op te vangen kwam er sociale woningbouw (HLM). De resterende landbouwgronden en ook een deel van het oude centrum verdwenen voor nieuwbouw. In de jaren 1980 werd de gemeente aangesloten op de metro van Parijs.

## Geografie
De oppervlakte van Villejuif bedroeg op 1 januari 2022 5,34 vierkante kilometer; de bevolkingsdichtheid was toen 10.888 inwoners per km².
Villejuif ligt op het Plateau van Longboyau tussen de Seine en de Bièvre. Het hoogste punt van de gemeente, 124 meter hoog, is tevens het hoogste punt van het departement Val-de-Marne.
De onderstaande kaart toont de ligging van Villejuif met de belangrijkste infrastructuur en aangrenzende gemeenten.

## Demografie
In 1801 telde de gemeente 1109 inwoners. In 1896 waren dit er al 5.234. Vooral aan het begin en het einde van de 19e eeuw was er een sterke groei. Door de economische toestand was er halfweg de eeuw zelfs een daling van de bevolking. Onderstaande figuur toont het verloop van het inwonertal (bron: INSEE-tellingen).

## Economie
In de gemeente liggen vooral kleine en middelgrote ondernemingen. Er zijn drie hospitalen: Hôpital Paul-Brousse, Hôpital psychiatrique Paul-Guiraud en Institut de cancérologie Gustave-Roussy. Ook de onderwijsinstelling Institut Sup'Biotech de Paris ligt in de gemeente.

## Verkeer en vervoer
In de gemeente liggen drie stations op lijn 7 van de metro van Parijs:
- Villejuif - Léo Lagrange
- Villejuif - Louis Aragon
- Villejuif - Paul Vaillant-Couturier

## Afbeeldingen

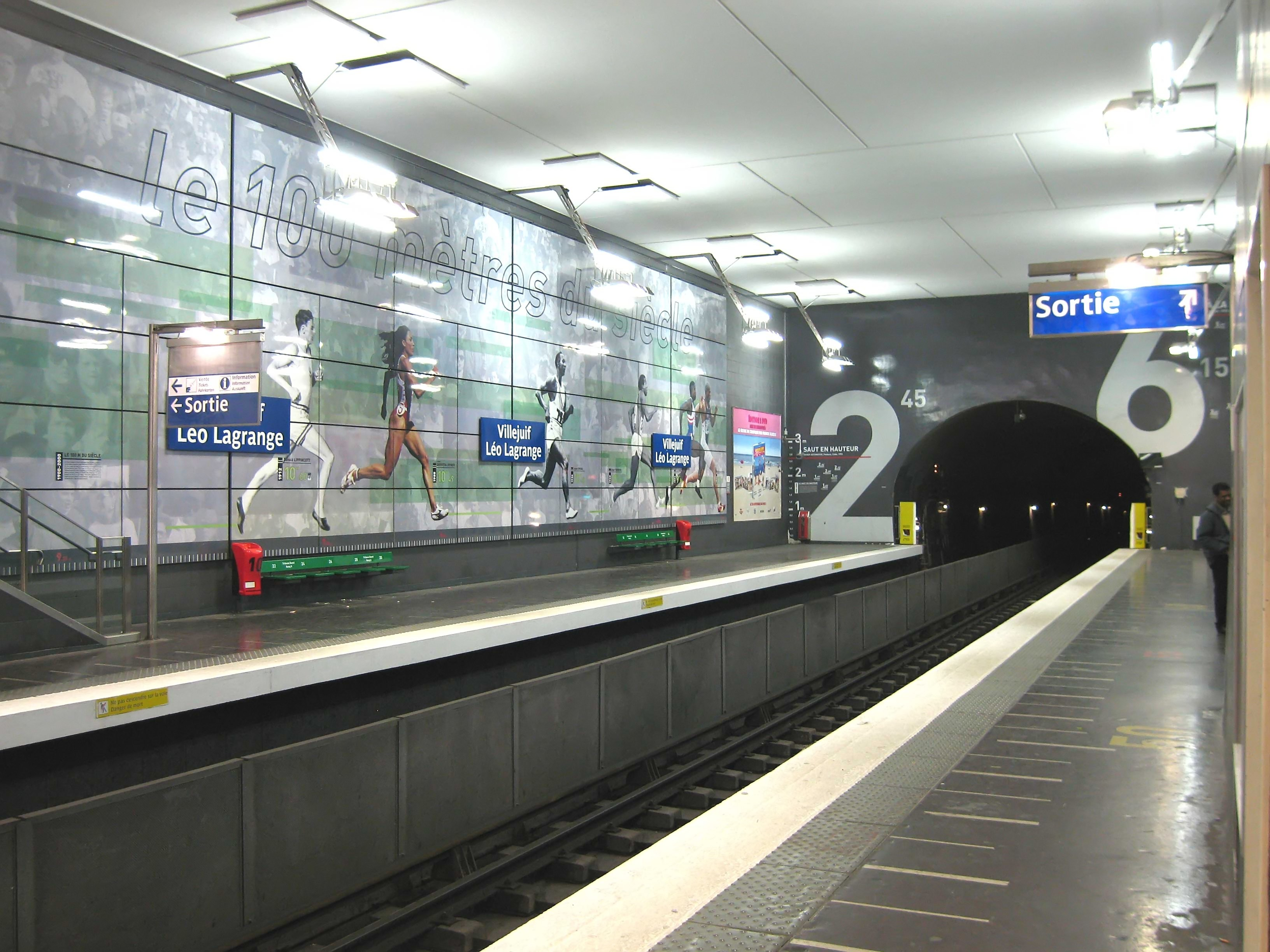
Metrostation Villejuif - Léo Lagrange
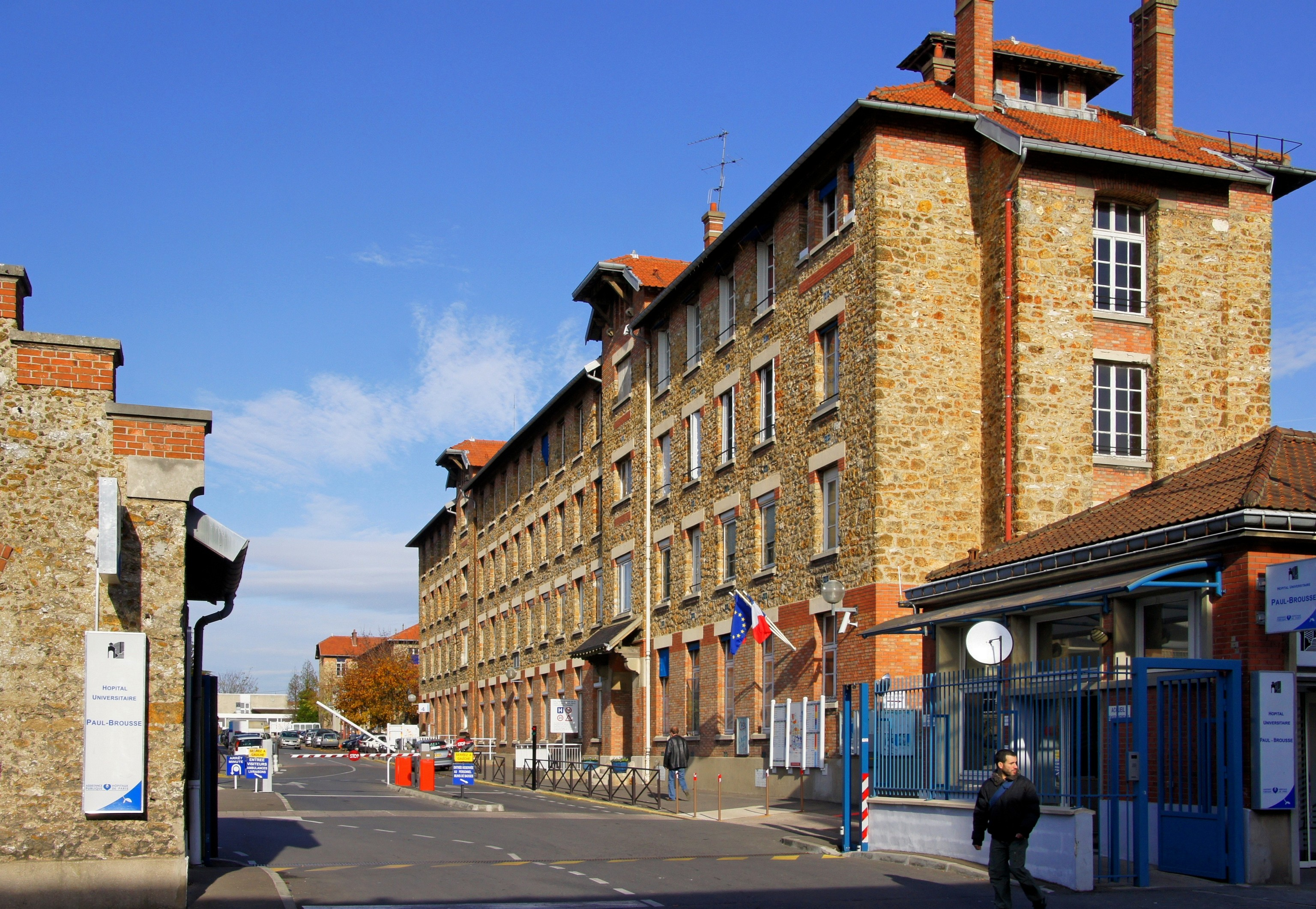
Hôpital Paul-Brousse
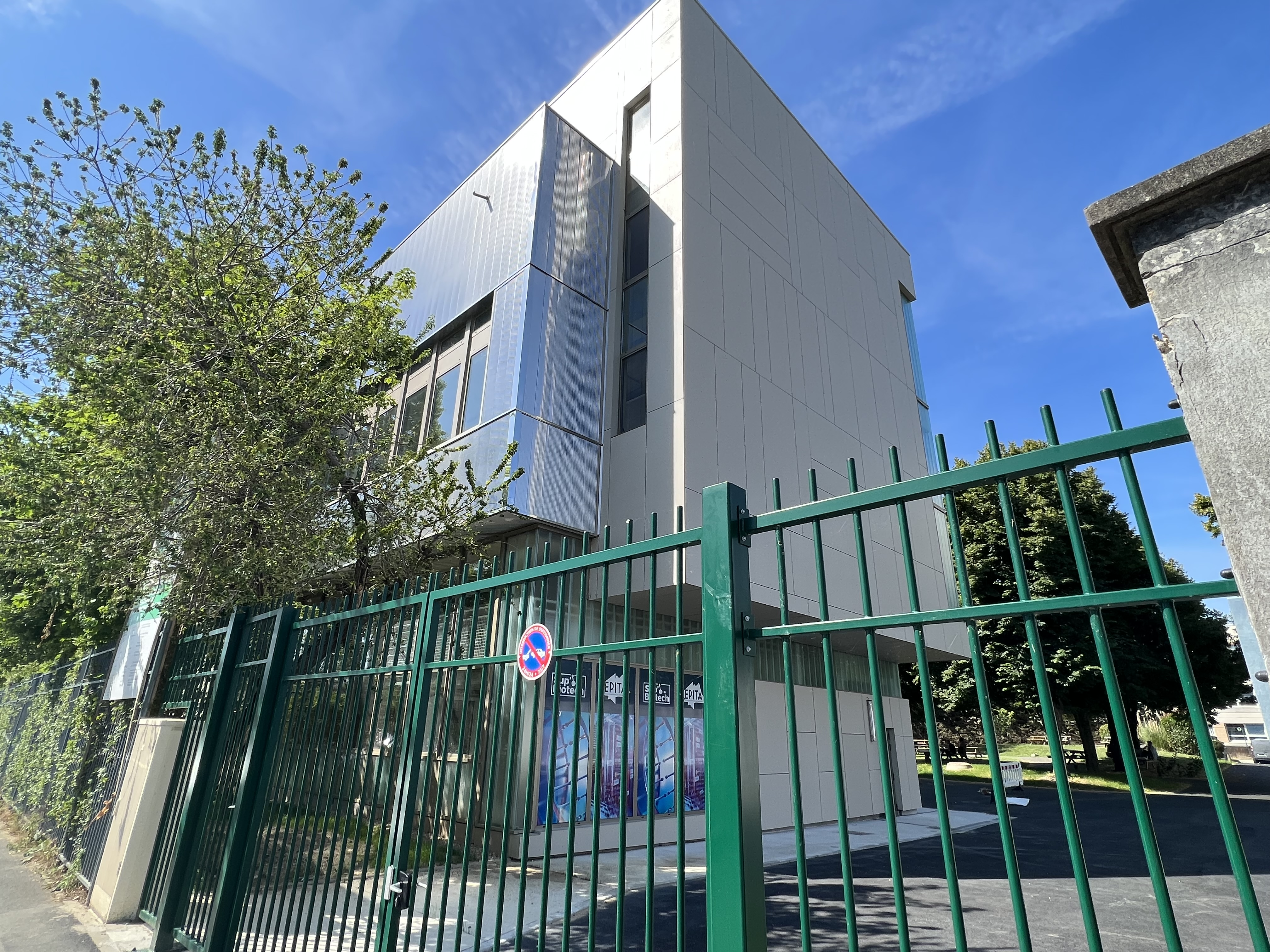
Sup'Biotech Paris
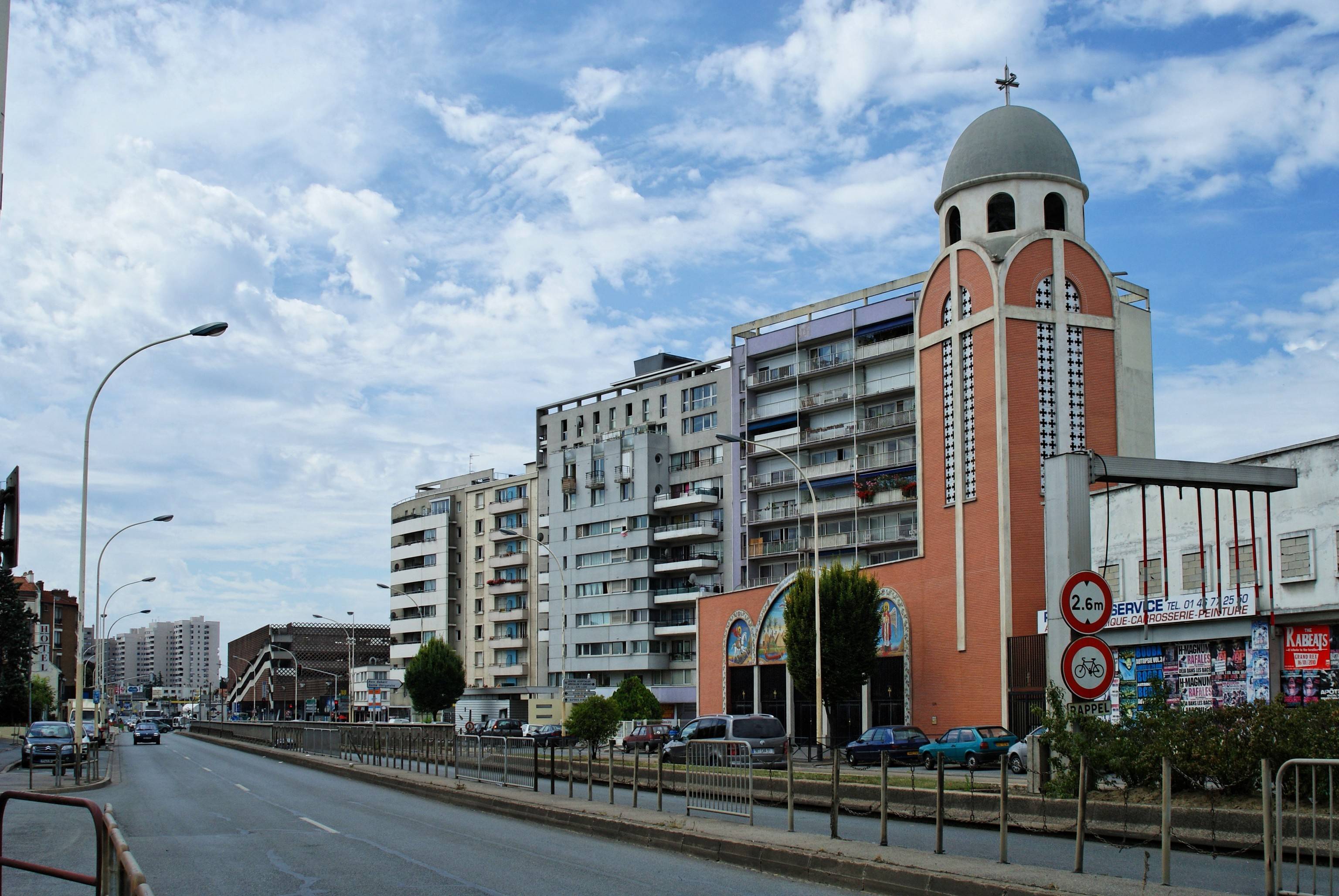
Koptische kerk